# Sosnowiecka Szkoła Realna

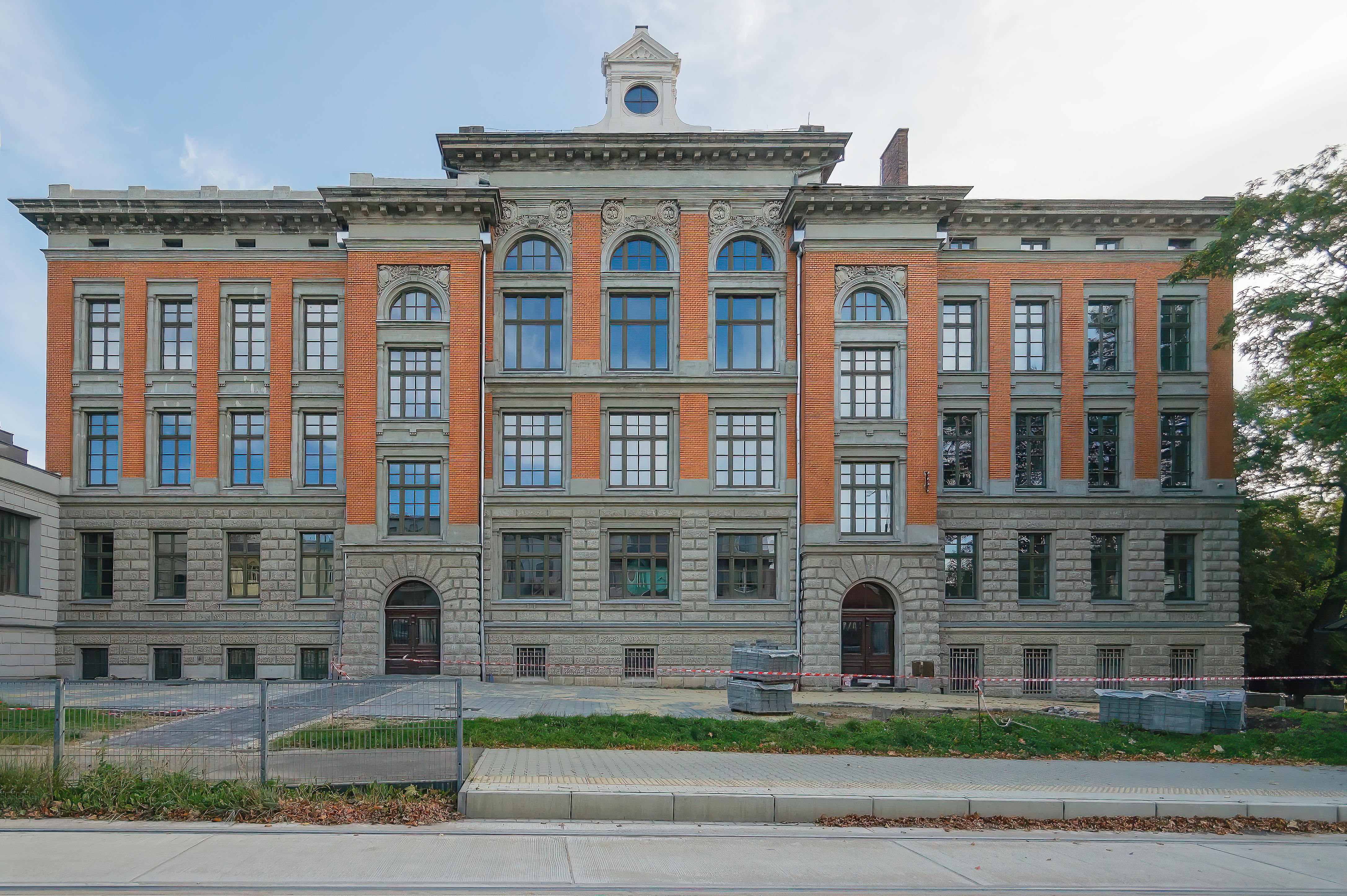
Budynek szkoły (2021)

Sosnowiecka Szkoła Realna – ufundowana w 1894 r. przez Heinricha Dietla pierwsza szkoła średnia w Sosnowcu.
Działalność szkoły zainaugurowano 29 października 1894 r. w obecności przedstawiciela Imperium Rosyjskiego (pod którego zaborem znajdował się Sosnowiec) i licznie zgromadzonych ludzi. Szkoła pomieściła się w Pogoni, początkowo w odpowiednio przystosowanym budynku fabrycznym. Dla jej uczniów Heinrich Dietel zorganizował, w porozumieniu z dyrekcją kolei, dojazd specjalnym pociągiem.
Ciągły wzrost uczniów i rozwój szkoły pod względem programowym skłonił Heinricha Dietla do ufundowania okazałego gmachu na jej potrzeby. Został on wzniesiony w Pogoni pomiędzy 1895 a 1898 r. według projektu Antoniego Jabłońskiego-Jasieńczyka w stylu neorenesansu północnego. Uroczyste otwarcie nowego budynku miało miejsce 3 grudnia 1898 r.
Finansowana przez Dietlów Sosnowiecka Szkoła Realna działała do 1915 r. Prymat cara narzucał formę kształcenia ukierunkowaną na rusyfikację, co jednak nie umniejsza tej ogromnej zasługi Heinricha Dietla dla sosnowieckiej oświaty.
Wprawdzie budynek szkoły został przejęty przez Szkołę Handlową (późniejsze IV Liceum Ogólnokształcące im. Stanisława Staszica), jednak formalnie spadkobierczynią i kontynuatorką tradycji szkoły Henryka Dietla stała się Wyższa Szkoła Realna na Sielcu (późniejsze III Liceum Ogólnokształcące im. Bolesława Prusa), co potwierdza dokument niemieckich władz okupacyjnych z 6 grudnia 1915 r.